# Eurosia costinota
Eurosia costinota là một loài bướm đêm thuộc phân họ Arctiinae, họ Erebidae.